# 44 Tauri
44 Tauri (p Tauri) é uma estrela na direção da Taurus. Possui uma ascensão reta de 04h 10m 49.88s e uma declinação de +26° 28′ 51.7″. Sua magnitude aparente é igual a 5.39. Considerando sua distância de 195 anos-luz em relação à Terra, sua magnitude absoluta é igual a 1.51. Pertence à classe espectral F2IV-V. É uma estrela variável Delta Scuti.